# C450 (航空機)

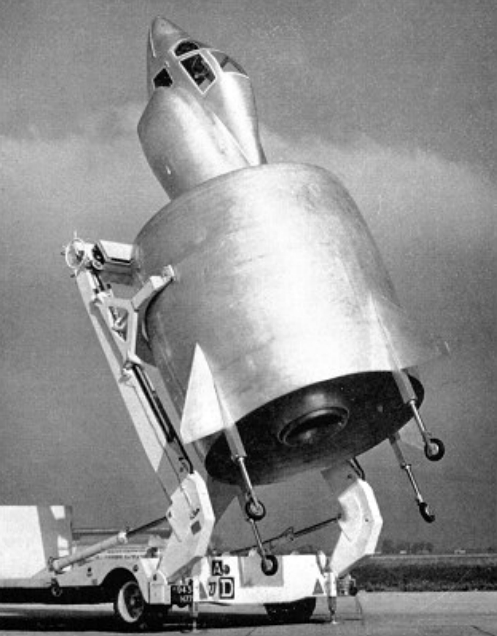
SNECMA C.450 コレオプテール

C450 コレオプテール(C450 Coléoptère)は、1950年代にフランスのSNECMAで開発されたテールシッターと呼ばれるVTOL実験機である。
名称の"コレオプテール"はフランス語で甲虫を意味する語である。

## 構造
C450は、スネクマ アタージェットエンジンを垂直に立て、その先端部分にコックピットをつけただけの非常にシンプルな構造のテイルシッターVTOL機である。半分から下はドラム缶のような形状で一見ダクテッドファンのように見えるが、内部にファンがあるわけではなくこの部分は円筒形の翼として設計されている。円筒翼は胴体から出ている小さな４つのフィンで固定されており、翼の内部は燃料タンクとなっている。最下部には車輪と小さな尾翼がついている。垂直離着陸時の操縦はジェットエンジンの推力偏向により行われ、機首には着陸時の機首上げを容易にするための先尾翼が格納されている。操縦席や飛行制御機構は、機体が垂直姿勢でも水平姿勢でも常に同じ姿勢を保てるよう90°の範囲で角度を変更できた。地上においては発射台に載せて輸送され、発射台は油圧ジャッキにより機体を色々な姿勢に変更可能になっている。

## 概要
C450はフランスのジェットエンジン開発・製造企業として第二次世界大戦後に設立されたSNECMAで1956年から1958年にかけて開発され、試作機の製造はノール・アビアシオンで行なわれた。 YouTubeでは当時の記録映像を見ることが出来る。
1958年4月、フランス空軍に納入され、1959年5月6日に初飛行に成功している。垂直上昇後に水平飛行に転換できたかどうかは不明。だが1959年7月25日に9回目の試験水平飛行中操縦不能に陥り、パイロットは辛くも脱出したが機体は大破。以後予算の折り合いが付かず、コレオプテール・プロジェクトは終了した。

## スペック
- 全長：8 m
- 全幅：3.2 m
- エンジン：スネクマ アター101EV ジェットエンジン（推力 3700 kg） ×1
- 最大速度：不明
- 航続距離：不明
- 上昇限度：不明
- 乗員：1名
- 生産数：1機